# 素帕芃·翁圖伊彤
素帕芃·翁圖伊彤 （曾被誤譯為素帕彭·翁塔依彤，羅馬化：Suphaphorn Wongthuaithong，1988年12月3日—），小名Boom，為泰國女演員、主持人及DJ，透過雜誌與廣告拍攝出道。2018年因在電視劇《吳哥》中主演"Angkor"一角而為人熟知。

## 個人簡歷

### 早期生活
Boom於1988年12月3日出生於泰國曼谷。畢業於泰國農業大學示範學校及泰國農業大學的人文學院。
Boom有一個哥哥，父親原本經營倉庫出租，母親是前內政部長的女兒。後因當時泡沫經濟的破裂及其他相關因素導致家中負債7000萬泰銖，父母也因此分居。

### 演藝經歷
Boom透過演出MV以及廣告拍攝出道。參與的MV演出如歌手阿南特·賽塔維的"ทำบ้าอะไร"〈Tum Bah A Rai〉及樂團Dan-Beam的"ใต้หมอน"〈Tai Mon〉。她的首次戲劇演出，為2006年於Modernine TV播出的《Ruam Pon Kon Jaew》。此外，她也在電台Hitz 95.5中擔任DJ。2011年，Boom在情景喜劇《繞先生的日常》客串其中一位前來出租大樓的年輕女性。2018年，在泰國第3電視台電視劇《吳哥》中主演"Angkor"一角而聞名，這也是Boom首度擔綱女主角。隨後在2018年與2020年分別出演了True4U的《My Groom's Secret》及3台的《輪迴的捉弄》。2021年，Boom於《繁星若燦》中主演"Chalanthorn"。2023年，在湄南河的子民主演Srinuan。

## 影視作品

### 電視劇
| 首播年份 | 戲名                  | 戲名                   | 播放平台     | 角色                     | 備註 |
| 首播年份 | 譯名                  | 原文名                 | 播放平台     | 角色                     | 備註 |
| 2006年   | 《Ruam Pon Kon Jaew》 |                        | Modernine TV | Fuangfah                 | 配角 |
| 2011年   | 《繞先生的日常》      |                        | Ch3Thailand  | 大樓新住戶               | 客串 |
| 2018年   | 《吳哥2018》          |                        | Angkor       | 主演                     |      |
| 2020年   | 《My Groom's Secret》 |                        | True4U       |                          | 配角 |
| 2020年   | 《輪迴的捉弄》        |                        | Ch3Thailand  | Pakboon Junlaphok [2019] | 配角 |
| 2020年   | 《輪迴的捉弄》        | Boonluea [1893]        | Ch3Thailand  |                          | 配角 |
| 2020年   | 《輪迴的捉弄》        | Thinnasaree [1000年前] | Ch3Thailand  |                          | 配角 |
| 2021年   | 《繁星若燦2021》      |                        | Ch3Thailand  | Chalanthorn （Lan）      | 主演 |
| 2023年   | 《湄南河的子民2023》  |                        | Ch3Thailand  | Srinuan                  | 主演 |
| 待公布   | 《奴隸屋》            |                        | Ch3Thailand  | Mali                     | 配角 |

## 外部連結
- 素帕芃·翁圖伊彤的Instagram帳戶（泰文）